# Unte Boang
Unte Boang is een bestuurslaag in het regentschap Tapanuli Tengah van de provincie Noord-Sumatra, Indonesië. Unte Boang telt 1302 inwoners (volkstelling 2010).